# Tomasz Gałuszka
Tomasz Kazimierz Gałuszka (ur. 4 czerwca 1978 w Jarosławiu) – polski dominikanin, historyk średniowiecza, teolog, nauczyciel akademicki.

## Życiorys
W 1999 wstąpił do Zakonu Kaznodziejskiego. Święcenia kapłańskie przyjął 8 grudnia 2004. Zamieszkał w krakowskim klasztorze.
W 2004 ukończył studia na Papieskiej Akademii Teologicznej w Krakowie. Doktoryzował się w 2009 na Wydziale Historycznym Uniwersytetu Jagiellońskiego na podstawie rozprawy zatytułowanej Tomasza z Akwinu Lectura super Matheum cap. I-II. Studium historyczne i edycja tekstu, której promotorem był prof. Krzysztof Ożóg. Stopień doktora habilitowanego uzyskał w 2016 na Uniwersytecie Papieskim Jana Pawła II w Krakowie w oparciu o cykl publikacji na temat Polskiej Prowincji Dominikanów w XIV w., w tym monografię pt. Henry Harrer`s „Tractatus contra beghardos”. The Dominicans and Early 14th Century Heresy in Lesser Poland. W 2020 r. objął na tej uczelni stanowisko profesora nadzwyczajnego. W 2022 r. zdobył stopień doktora teologii na Wydziale Teologicznym Uniwersytetu MIkołaja Kopernika w Toruniu na podstawie monografii Piękny Bóg, piękny człowiek. Zło z perspektywy teologii piękna Tomasza z Akwinu, której promotorem był ks. prof. Piotr Roszak. 
W 2010 podjął pracę w Instytucie Historii Uniwersytetu Papieskiego Jana Pawła II w Krakowie. Został wykładowcą w Kolegium Teologiczno-Filozoficznym Polskiej Prowincji Dominikanów, objął także funkcję dyrektora Dominikańskiego Instytutu Historycznego w Krakowie. W 2013 został członkiem Międzynarodowej Komisji Historii i Studiów nad Chrześcijaństwem przy Polskiej Akademii Umiejętności. Od 2019 członek komisji historycznej krakowskiego oddziału Polskiej Akademii Nauk.
Specjalizuje się w historii inkwizycji i nowych ruchach religijnych w średniowieczu oraz w teologii średniowiecznej. Jego zainteresowania naukowe obejmują również papiestwo i zakony mendykanckie w XIV w. oraz paleografię łacińską, epigrafikę i kodykologię. Trzykrotny laureat konkursu „Studiów Źródłoznawczych” im. prof. Stefana Kuczyńskiego (IH PAN) dla najlepszych polskich książek z dziedziny źródłoznawstwa i nauk pomocniczych historii oraz książkowych edycji źródłowych z zakresu średniowiecza i okresu nowożytnego do końca XVIII w.: w 2012 r. otrzymał I nagrodę za opublikowaną rozprawę doktorską; w 2016 r. II nagrodę za monografię pt. Henry Harrer`s „Tractatus contra beghardos”; w 2018 r. II nagrodę za monografię Proces beginek świdnickich w 1332 roku. Studia historyczne i edycja polsko-łacińska, której był współautorem. W 2020 r. otrzymał Laur Studentów Uniwersytetu Papieskiego Jana Pawła II w kategorii; Naukowiec Roku.
W październiku 2019 został odznaczony przez Prezydenta RP Brązowym Krzyżem Zasługi.

## Wybrane publikacje
- Badania nad Biblią w XIII wieku, Kraków 2005. ISBN 83-89598-58-2
- Tomasza z Akwinu Lectura super Matheum cap. I-II. Studium historyczno-krytyczne i edycja tekstu, Kraków 2011. ISBN 978-83-61989-41-7
- Henry Harrer`s „Tractatus contra beghardos”. The Dominicans and Early 14th Century Heresy in Lesser Poland, Kraków 2015. ISBN 978-83-64647-64-2
- Inkwizytor też człowiek. Intrygujące karty Kościoła, pod red. Macieja Müllera, Poznań 2016, Wydawnictwo W drodze, ISBN 978-83-7906-079-5
- Dominikanie w czasach krucjat, katedr i herezji, praca zbiorowa pod red. Tomasza Gałuszki OP, Michała Karpia OP, Poznań 2016, Wydawnictwo W drodze, ISBN 978-83-7906-078-8
- Proces beginek świdnickich w 1332 roku. Studia historyczne i edycja łacińsko-polska, Lublin 2017 [współautorstwo: Paweł Kras, Adam Poznański]
- Fratres apud sanctam crucem. Z badań nad dziejami dominikanów w Brzegu, Poznań 2018 [współautorstwo: Krzysztof Kaczmarek]ISBN 978-83-65663-74-0
- Odnowa w łasce. Teologia charyzmatów św. Tomasza z Akwinu, Kraków 2018. ISBN 978-83-66061-18-7
- Dominikanie o Polsce i Polakach od XIII do XX wieku, red. T. Gałuszka, K. Matyja, Poznań 2021. ISBN 978-83-7906-483-0
- Piękny Bóg, piękny człowiek. Zło z perspektywy teologii piękna Tomasza z Akwinu, Poznań 2021. ISBN 978-83-7906-504-2
- The Beguines of Medieval Świdnica. The Interrogation of the "Daughters of Odelindis" in 1332, York 2023, [współautorstwo: Paweł Kras], ISBN 978-1-914049-12-5